# IAFL1 Conference 2013
La IAFL1 Conference 2013 è stata la 1ª edizione del campionato irlandese di football americano di secondo livello, organizzato dalla IAFL.

## Squadre partecipanti
| Club                  | Città     | Stadio | Sponsor ufficiale | Risultato nella stagione 2012 |
| --------------------- | --------- | ------ | ----------------- | ----------------------------- |
| Drogheda Lightning    | Drogheda  |        |                   |                               |
| Dublin Dragons        | Dublino   |        |                   |                               |
| Meath Bulldogs        | Navan     |        |                   |                               |
| Mullingar Minotaurs   | Athlone   |        |                   |                               |
| North Kildare Reapers | Kilcock   |        |                   |                               |
| Tullamore Phoenix     | Tullamore |        |                   |                               |
| Waterford Wolves      | Waterford |        |                   |                               |

## Stagione regolare

### Calendario

#### 1ª giornata
| Tullamore 3 marzo 2013, ore 13:00 | Tullamore Phoenix | 6 – 6 | Drogheda Lightning | Spollanstown |

| Waterford 3 marzo 2013, ore 13:00 | Waterford Wolves | 14 – 12 | North Kildare Reapers | Waterford Regional Sports Centre |

#### 2ª giornata
| Dublino 10 marzo 2013, ore 13:00 | Dublin Dragons | 2 – 0 | Meath Bulldogs | Westmanstown Sports and Conference Centre |

#### 3ª giornata
| Drogheda 14 aprile 2013, ore 13:00 | Drogheda Lightning | 20 – 6 | Mullingar Minotaurs | St. Oliver's Community College |

#### 4ª giornata
| Kilcock 21 aprile 2013, ore 14:00 | North Kildare Reapers | 8 – 6 | Tullamore Phoenix | North Kildare RFC |

#### 5ª giornata
| Mullingar 28 aprile 2013, ore 14:00 | Mullingar Minotaurs | 6 – 6 | Meath Bulldogs | Harbour Field |

#### 6ª giornata
| Tullamore 5 maggio 2013, ore 14:00 | Tullamore Phoenix | 15 – 12 | Dublin Dragons | Spollanstown |

| Drogheda 5 maggio 2013, ore 14:00 | Drogheda Lightning | 0 – 6 | Waterford Wolves | St. Oliver's Community College |

#### 7ª giornata
| Dublino 12 maggio 2013, ore 14:00 | Dublin Dragons | 0 – 2 | North Kildare Reapers | Westmanstown Sports and Conference Centre |

#### 8ª giornata
| Navan 19 maggio 2013, ore 14:00 | Meath Bulldogs | 19 – 6 | Tullamore Phoenix | Navan RFC |

#### 9ª giornata
| Mullingar 26 maggio 2013, ore 14:00 | Mullingar Minotaurs | 6 – 40 | North Kildare Reapers | Harbour Field |

| Waterford 26 maggio 2013, ore 14:00 | Waterford Wolves | 2 – 14 | Dublin Dragons | Waterford Regional Sports Centre |

#### 10ª giornata
| Navan 2 giugno 2013, ore 14:00 | Meath Bulldogs | 34 – 12 | Drogheda Lightning | Navan RFC |

#### 11ª giornata
| Kilcock 9 giugno 2013, ore 14:00 | North Kildare Reapers | 32 – 0 | Mullingar Minotaurs | North Kildare RFC |

| Tullamore 9 giugno 2013, ore 14:00 | Tullamore Phoenix | 2 – 12 | Waterford Wolves | Spollanstown |

#### 12ª giornata
| Waterford 16 giugno 2013, ore 14:00 | Waterford Wolves | 20 – 12 | Meath Bulldogs | Waterford Regional Sports Centre |

| Drogheda 16 giugno 2013, ore 14:00 | Drogheda Lightning | 6 – 12 | Dublin Dragons | St. Oliver's Community College |

#### 13ª giornata
| Tullamore 23 giugno 2013, ore 14:00 | Tullamore Phoenix | 12 – 8 | Mullingar Minotaurs | Spollanstown |

#### 14ª giornata
| Dublino 14 luglio 2013, ore 14:00 | Dublin Dragons | 31 – 0 | Tullamore Phoenix | Westmanstown Sports and Conference Centre |

| Mullingar 14 luglio 2013, ore 14:00 | Mullingar Minotaurs | 6 – 36 | Waterford Wolves | Harbour Field |

| Navan 14 luglio 2013, ore 14:00 | Meath Bulldogs | 20 – 14 | North Kildare Reapers | Navan RFC |

#### 15ª giornata
| Mullingar 28 luglio 2013, ore 18:30 | Mullingar Minotaurs | 6 – 32 | Dublin Dragons | Harbour Field |

| Waterford 28 luglio 2013, ore 18:30 | Waterford Wolves | 14 – 0 | Tullamore Phoenix | Waterford Regional Sports Centre |

| Drogheda 28 luglio 2013, ore 18:30 | Drogheda Lightning | 0 – 7 | Meath Bulldogs | St. Oliver's Community College |

#### 16ª giornata
| Dublino 11 agosto 2013, ore 14:00 | Dublin Dragons | 28 – 6 | Drogheda Lightning | Westmanstown Sports and Conference Centre |

| Navan 11 agosto 2013, ore 14:00 | Meath Bulldogs | 12 – 18 | Mullingar Minotaurs | Navan RFC |

| Kilcock 11 agosto 2013, ore 14:00 | North Kildare Reapers | 28 – 14 | Waterford Wolves | North Kildare RFC |

#### Recuperi 1
| Kilcock 18 agosto 2013, ore 14:00 | North Kildare Reapers | 32 – 14 | Drogheda Lightning | North Kildare RFC |

### Classifica
La classifica della regular season è la seguente.
- PCT = percentuale di vittorie, G = partite giocate, V = partite vinte,  P = partite perse, PF = punti fatti, PS = punti subiti

| Pos. | Squadra               | PCT  | G | V | N | P | PF  | PS  |
| ---- | --------------------- | ---- | - | - | - | - | --- | --- |
| 1    | North Kildare Reapers | .750 | 8 | 6 | 0 | 2 | 168 | 68  |
| 2    | Dublin Dragons        | .750 | 8 | 6 | 0 | 2 | 121 | 37  |
| 3    | Waterford Wolves      | .750 | 8 | 6 | 0 | 2 | 118 | 74  |
| 4    | Meath Bulldogs        | .563 | 8 | 4 | 1 | 3 | 110 | 78  |
| 5    | Tullamore Phoenix     | .313 | 8 | 2 | 1 | 5 | 47  | 110 |
| 6    | Drogheda Lightning    | .188 | 8 | 1 | 1 | 6 | 64  | 131 |
| 7    | Mullingar Minotaurs   | .188 | 8 | 1 | 1 | 6 | 56  | 190 |

## Verdetti
- North Kildare Reapers Vincitori della IAFL1 Conference 2013